# Charles O’Connor (Politiker)
Charles O’Connor (* 26. Oktober 1878 bei Edina, Knox County, Missouri; † 15. November 1940 in Denver, Colorado) war ein US-amerikanischer Politiker. Zwischen 1929 und 1931 vertrat er den ersten Wahlbezirk des Bundesstaates Oklahoma im US-Repräsentantenhaus.

## Werdegang
Charles O’Connor wurde auf einer Farm in Missouri geboren. Er besuchte die öffentlichen Schulen seiner Heimat und danach bis 1901 das State Teacher’s College in Greeley (Colorado).  Nach einem anschließenden Jurastudium an der University of Colorado in Boulder wurde er zwischen 1911 und 1913 Mitarbeiter des Generalstaatsanwalts von Colorado. Von 1917 bis 1918 war er Anwalt der Stadt Boulder.
Im Jahr 1919 zog O’Connor nach Tulsa in Oklahoma, wo er als Rechtsanwalt arbeitete. Er wurde Mitglied der Republikanischen Partei. Bei den Kongresswahlen des Jahres 1928 wurde O’Connor im ersten Distrikt von Oklahoma in das US-Repräsentantenhaus in Washington gewählt, wo er am 4. März 1929 Everette B. Howard ablöste. Bei den nächsten Kongresswahlen unterlag er Wesley E. Disney, dem Kandidaten der Demokratischen Partei. Daher konnte er bis zum 3. März 1931 nur eine Legislaturperiode im Kongress absolvieren.
Nach seiner Zeit im Kongress arbeitete Charles O’Connor in Tulsa als Rechtsanwalt. Im Jahr 1936 zog er aus gesundheitlichen Gründen nach Boulder. Er starb im November 1940 in Denver.